# Brian Kirk
Pour les articles homonymes, voir Kirk.
Brian Kirk, né en 1968 à Armagh, Irlande du Nord est un réalisateur de télévision nord-irlandais. Il a notamment réalisé des épisodes pour les séries Game of Thrones, Les Tudors et Dexter.
Brian Kirk, a également composé le générique musical de la série NCIS.

## Filmographie

### En tant que réalisateur
- Pulling Moves (5 épisodes; 2004)
  - épisode 1.01 "Claimitis"
  - épisode 1.02 "Meat Is Murder"
  - épisode 1.03 "The Quiz"
  - épisode 1.04 "Dog Eat Dog"
  - épisode 1.05 "Spousal Arousal"
- Murphy's Law (4 épisodes; 2004–2005):
  - épisode 2.01 "Jack's Back"
  - épisode 2.02 "Bent Moon on the Rise"
  - épisode 3.01 "The Goodbye Look"
  - épisode 3.03 "Strongbox"
- Donovan (2005)
- Funland (2005)
  - Episode #1.08
  - Episode #1.09
  - Episode #1.10
  - Episode #1.11
- Middletown (film, 2006)
- The Riches (2 épisodes; 2007):
  - épisode 1.05 "The Big Floss"
  - épisode 1.07 "Virgin Territory"
- Les Tudors (2 épisodes; 2007):
  - épisode 1.05 "Arise, My Lord"
  - épisode 1.06 "True Love"
- Brotherhood (2006–2007)
  - épisode 1.10 "Vivekchaudamani: 51 (2006)
  - épisode 2.02 "Down in the Flood 3:5-6"
- Mon fils Jack (téléfilm, 2007)
- Father and Son (minisérie; 2009)
- Dexter (1 épisode; 2009):
  - épisode 4.02 "Et les restes, alors ?"
- Luther (2 épisodes; 2010):
  - épisode 1.01 "Episode 1"
  - épisode 1.02 "Episode 2"
- Boardwalk Empire (1 épisode; 2010):
  - épisode 1.08 "Emporte-moi au ciel"
- Game of Thrones (3 épisodes; 2011):
  - épisode 1.03 	"Lord Snow"
  - épisode 1.04 	"Infirmes, Bâtards et Choses brisées"
  - épisode 1.05 	"Le Loup et le Lion"
- De grandes espérances (3 épisodes, 2011)
- Luck (1 épisode; 2012):
  - épisode 1.05  "Episode Five"
- Manhattan Lockdown (21 Bridges) (film, 2019)